# Egg (Zurich)
Pour les articles homonymes, voir Egg.
Egg est une commune suisse du canton de Zurich, située dans le district d'Uster.

## Géographie

Photo aérienne prise par Walter Mittelholzer (1922).

La commune d'Egg se trouve entre le lac de Greifen et la montagne du Pfannenstiel. Elle comprenait initialement les trois villages de Hinteregg, Egg et Esslingen et s'est ensuite étendue aux hameaux périphériques (Aussenwachten) de Rällikon, Inner- et Usser-Vollikon, Niederesslingen, Rohr, Schaubigen, Eichholz, Neuhaus et Guldenen.

## Personnalités
La commune est le lieu de naissance de la skieuse Brigitte Oertli et du cycliste Hugo Koblet.